# زوفيا كوتساك تشوتزكا
زوفيا كوتساك تشوتزكا (بالبولندية: Zofia Kossak-Szczucka)‏ ( 10 أغسطس 1889 – 9 أبريل 1968) كانت كاتبة بولندية ومقاتلة مقاومة في الحرب العالمية الثانية. شاركت في تأسيس منظمتين بولنديتين أثناء الحرب: جبهة لولادة جديدة من بولندا، وزيغوتا، التي أُنشئت لمساعدة اليهود البولنديين في الهروب من المحرقة. وفي 1943، اعتقلها الألمان وأُرسلت إلى معسكر أوشفيتز للاعتقال، لكنها نجت من الحرب.

## الكاتبة ونشاطاتها
كانت زوفيا كوتساك ابنة تاديوش كوتساك، الذي كان الأخ التوأم للرسام فويتشخ كوتساك، وكانت حفيدة الرسام يوليوس كوتساك. تزوجت مرتين وحصلت على الاسم تشوتزكا من زوجها الأول (وليس من زوجها الثاني الذي كان زيجمونت تشاتكوفسكي في عام 1925) في 1924 استقرت في قرية كوركي فيلكي في شيزين شيليشا.
كانت مرتبطة بمجموعة تشوارتاك الأدبية، وكتبت بشكل رئيسي للصحافة الكاثوليكية، ومن أفضل أعمالها في تلك الفترة الحريق الكبير، مذكرة من الثورة الروسية لعام 1917. وفي 1939، تلقت جائزة لوريل الذهبية المرموقة من للأكاديمية البولندية للأدب. ومن روايات كوتساك تشوتزكا التاريخية بياتوم سيلس (1924)، والحرية الذهبية (1928)، وحقل ليغنيكسكا (1930)، وتريمبوفلا (1939)، وسوكنيا ديجانيري (ديخناريا غون 1939). ومن أكثر أعمالها المعروفة الصليبيون (1935)، والملك المنبوذ (1936)، وطوبى للودعاء (1937). تعاملت مع الحملات الصليبية وفي وقت لاحق مع فرنسيس الأسيزي، وتُرجمت أعمالها إلى عدة لغات. كتبت أيضًا من الحب 1926، ومجانين الله 1929، عن المواضيع الدينية.

## الحرب العالمية الثانية

### أنشطتها الصحافية
أثناء الاحتلال الألماني لبولندا، عملت في مطبعة سرية: من 1939 إلى 1941، شاركت في تحرير الجريدة السرية بولوسكا جيا (بولندا تعيش). في عام 1941 ، شاركت في تأسيس المنظمة الكاثوليكية جبهة لولادة جديدة من بولندا، وتحرير جريدتها، برافدا (الحقيقة). كتبت أعمالها السرية باسم فيرونيكا.[بحاجة لمصدر]

### «الاحتجاج»
في صيف عام 1942، عندما بدأت تصفية وارسو غيتو، نشرت كوتساك تشوتزكا منشورًا بعنوان «الاحتجاج»، وطبعت 5000 نسخة. في النشرة، وصفت بمصطلحات مفصلة الظروف في حي اليهود والظروف المروعة لعمليات الترحيل التي حدثت بعد ذلك. «سيهلك الجميع ... الفقراء والأثرياء، وكبار السن، والنساء، والرجال، واليافعين، والرضع، يموت الكاثوليكيون باسم يسوع ومريم مع اليهود. ذنبهم الوحيد أنهم ولدوا في الأمة اليهودية المحكوم عليهم بالإبادة من قبل هتلر».

كتبت كوتساك تشوتزكا أن العالم كان صامتًا في وجه هذه الأعمال الوحشية. «إنجلترا صامتة، وكذلك أمريكا، حتى اليهود ذوي التأثير الدولي والحساسون للغاية في رد فعلهم تجاه الانتهاكات ضد شعبها، بقوا صامتون. بولندا صامتة... كان اليهود المحتضرون محاطين بمجموعة تشبه بيلاطس البنطي، تغسل أيديها التي تلطخت». وكتبت أن أولئك الذين يصمتون في وجه القتل يصبحون شركاء في الجريمة. رأت كوتساك تشوتزكا هذا الأمر على أنه إلى حد كبير مسألة أخلاق دينية. كتبت «لم تتغير مشاعرنا تجاه اليهود». «لا نتوقف عن التفكير فيهم على أنهم أعداء سياسيون واقتصاديون وعقائديون لبولندا». لكنها كتبت أن هذا لا يعفي الكاثوليك البولنديين من واجبهم في معارضة الجرائم المرتكبة في بلادهم.
وكتبت «نحن مطالبون من الله بالاحتجاج»، الله الذي يمنعنا من القتل. نحن مطالبون بالاحتجاج من قبل وعينا المسيحي. كل إنسان له الحق في أن يكون محبوبًا من قبل رفاقه من البشر. دماء صيحات العزل ترتفع إلى السماء من أجل الانتقام. أولئك الذين يعارضون احتجاجنا، ليسوا كاثوليك.

لا نعتقد أن بولندا يمكن أن تستفيد من القسوة الألمانية. على العكس تمامًا... نعرف كم هي مسمومة ثمرة الجريمة... أولئك الذين لا يفهمون هذا، ويعتقدون أن مستقبل بولندا الفخور الحر يمكن أن يقترن بقبول آسى غيرهم، هم ليسوا كاثوليك ولا بولنديين.
شاركت في تأسيس اللجنة المؤقتة لمساعدة اليهود، التي تحولت لاحقًا إلى مجلس مساعدة اليهود، واُطلق عليها اسم زيغوتا، وهي منظمة سرية كان هدفها الوحيد هو إنقاذ اليهود في بولندا من الإبادة النازية. في عام 1985، اختيرت بعد وفاتها كواحدة من الصالحين بين الأمم من قبل مؤسسة ياد فاشيم.
فيما يتعلق بـ«احتجاج» كوتساك تشوتزكا، كتب روبرت دي شيري وآناماريا أورلا بوكوفسكا في مقدمة إعادة التفكير في البولنديين واليهود: «من دون تغطية معاداتها للسامية في الملفات على الإطلاق، دعت بشدة إلى التوسط الناشط بالنيابة عن اليهود -على وجه التحديد باسم الرومانية الكاثوليكية البولندية والوطنية البولندية. أدت عمليات الترحيل من غيتو وارسو إلى تعجيلها لتأسيس منظمة شيغوتا في العام نفسه -وحدات جيش الوطن التي كان هدفها الوحيد هو إنقاذ اليهود».

### الاعتقال
في 27 سبتمبر 1943 أُلقي القبض على كوتساك تشوتزكا بعد أن أبلغ عنها الكونت هنريك بلاتر زيبيرك، لكن لم يدرك الألمان من تكون. نُقلت أولًا إلى سجن بافياك وبعدها إلى معسكر أوشفيتز بيركينو. أُطلق سراحها بسبب الجهود البولندية السرية وعادت إلى وارسو. في أواخر 1944، شاركت في انتفاضة وارسو.

## بعد انتهاء الحرب
في نهاية الحرب العالمية الثانية، بدأ النظام الشيوعي بتثبيت نفسه في بولندا. في يونيو 1945، استُدعيت كوتساك من قبل ياكوب بيرمان، وزير الداخلية البولندي الجديد، الذي كان يهوديًا. نصحها بشدة بمغادرة البلاد فورًا من أجل حمايتها، ولمعرفته ما ستفعله حكومته للأعداء السياسيين، ولمعرفته أيضًا من أخيه أدولف بيرمان، ما فعلته كوتساك لإنقاذ الأرواح اليهودية. هربت كوتساك إلى الغرب، لكنها عادت إلى بولندا في عام 1957.
نشرت كوتساك تشوتزكا كتابها من الهاوية: ذكريات من المعسكر، 1946، تصف فيه تجاربها في أوشفيتز، والإرث (1956-1967) ويدور حول عائلة كوتساك، نشرت أيضًا كتاب التحالف 1952، ويدور حول مواضيع الكتاب المقدس. كتبت كوتساك تشوتزكا أيضًا كتبًا للأطفال والمراهقين، بما في ذلك بوشتني (1936) وقلعة على البحيرة، 1938. في عام 2009، أصدر البنك الوطني البولندي عملة لإحياء ذكرى أعمال كوتساك وإيرينا سندلر وماتيلدا جيتر بعد وفاتهم في مساعدة اليهود.
كتبت ابنة زوفيا، آنا تشوتزكا (15 مارس 1928، غوركي ويلكي – 27 فبراير 2015)، كتابًا عن تجربتها خلال انتفاضة وارسو.

## أعمالها
قائمة من بعض أعمال زوفيا كوتساك تشوتزكا:
- بياتوم سيلس
- تقديس الشكوى
- طوبى للودعاء (1937)
- الذنب المبارك
- يان سركاندر المبارك من سكوتشوف
- بوشتني
- الرسالة المسيحية في بولندا
- الإرث
- قلعة على البحيرة
- كأس من الدم – صورة للمراحل في فصلين
- الملك المصاب بالبرص